# Wolf Gold
Wolf Gold (hebrejsky זאב גולד‎, Ze'ev Gold, rodným jménem Ze'ev Krawczynski; 31. ledna 1889 – 8. dubna 1956) byl rabín, židovský aktivista a jeden ze signatářů izraelské deklarace nezávislosti.

## Biografie
Narodil se v Szczuczyně a z otcovy strany byl potomkem rodiny, kde více než osm generací mužů byli rabíni. Jeho prvním učitelem byl jeho děda z matčiny strany, rabi Jehošua Goldwasser. Později studoval v ješivě Mir u rabi Elijahu Barucha Kameje. Následně se přestěhoval do Lidy, kde studoval na ješivě Tora vo-Da'as rabína Jicchaka Ja'akova Reinese, kde bylo studium Tóry kombinováno se světskými studii. V sedmnácti letech se stal rabínem a následně nahradil svého tchána, rabi Moše Reichlera, v pozic rabína Juteky.
V osmnácti letech přesídlil do Spojených států, kde působil jako rabín v řadě komunit, včetně jižního Chicaga, Scrantonu v Pensylvánii (do r. 1912), kongregace Beth Jacob Ohev Sholom ve Williamsburgu v Brooklynu (1912–1919), San Franciscu (do r. 1924) a kongregace Šomrej Emunah v brooklynské čtvrti Borough Park (1928-1935).
Patřil mezi průkopníky ortodoxního judaismu ve Spojených státech. V roce 1917 založil instituci Williamsburg Talmud Tora a ješivu Tora Vodaas. Založil též nemocnici Bet Moše a sirotčinec v Brooklynu a školu pro učitele hebrejštiny v San Franciscu.
V roce 1914 Gold pozval tajemníka hnutí Mizrachi rabi Me'ira Berlina do New Yorku, aby zde založil americkou pobočku tohoto hnutí. Gold následně po dalších 40 let cestoval po Spojených státech a Kanadě a organizoval místní sdružení tohoto hnutí a v roce 1932 se stal prezidentem americké části tohoto hnutí.
V roce 1935 podnikl aliju do britské mandátní Palestiny, kde se stal ředitelem oddělení výuky Tóry a kultury pro diasporu. Z této pozice měl klíčový vliv na zakládání nových vzdělávacích institucí v rámci diaspory a zejména se věnoval vzdělávacím potřebám severoafrického židovstva.
Během druhé světové války se, obdobně jako ostatní sionisté, postavil proti MacDonaldově bílé knize z roku 1939, která omezovala emigraci do mandátní Palestiny, a pracoval na záchraně evropského židovstva před holocaustem. V roce 1943 odcestoval do Spojených států, kde se jako mluvčí evropského židovstva zúčastnil pochodu rabínů ve Washingtonu.
Byl též členem výkonné rady Židovské agentury a stál v čele odboru rozvoje Jeruzaléma.
Působil jako místopředseda prozatímní státní rady a v květnu 1948 se stal jedním ze signatářů izraelské deklarace nezávislosti. Byl též členem zakládající komise Bar-Ilanovy univerzity.
Zemřel 8. dubna 1956 v Jeruzalémě a byl pohřben vedle svého dlouholetého přítele rabi Me'ira Berlina. Dva roky po jeho smrti byl v Jeruzalémě otevřen seminář pro židovské učitelky s názvem Mechon Gold.